# Giải trình tự ADN
Giải trình tự DNA là quy trình xác định trình tự của phân tử DNA.
Hiện nay, trong lĩnh vực sinh học nói chung và sinh học phân tử nói riêng thì việc giải trình tự nucleotide của một đoạn gen hay của cả bộ gen của một loài sinh vật là một kỹ thuật hết sức quan trọng mang tính quyết định để xác định kiểu loài
Từ những năm 1977 một số phương pháp giải trình tự gen đã được phát minh như: 
- Phương pháp giải trình tự gen theo phương pháp hóa học (Alan Maxam và Walter Gilbert)
- Phương pháp giải trình tự gen bằng enzyme hay phương pháp Dideoxy (Frederick Sanger)

Cả hai phương pháp này đã đánh dấu bước ngoặt lớn trong lịch sử phát triển của bộ môn sinh học hiện đại. Ngày nay, rất nhiều máy giải trình tự gen tự động đều dựa trên nguyên tắc chính là phương pháp giải trình tự gen của Sanger.